# Young Ace
Young Ace (ヤングエース) est un magazine de prépublication de mangas mensuel de type seinen. Édité par Kadokawa Shoten, son premier numéro est paru le 4 juillet 2009.

## Historique

### Young Ace
- Akuma no Ikenie (Devil's Sacrifice) par Ayun Tachibana
- Another par Yukito Ayatsuji
- Appare-Ranman! par Masakazu Hashimoto et Ahndongshik[1]
- April Showers Bring May Flowers par Roku Sakura
- Bio Booster Armor Guyver par Yoshiki Takaya (en cours, repris de Monthly Shōnen Ace)
- Black Rock Shooter: Innocent Soul par Sanami Suzuki
- Blood Lad par Yuki Kodama
- Bungo Stray Dogs par Kafka Asagiri et Sango Harukawa (en cours)
- Concrete Revolutio[2]
- Deaimon par Rin Asano (en cours)[3]
- Drug & Drop par Clamp
- Erased par Kei Sanbe[4]
- Echo/Zeon par Koushi Rikudou
- Furekurain par Terio Teri
- Haijin-sama no End Contents par Satoru Matsubayashi
- Hōzuki-san Chi no Aneki par Ran Igarashi[5]
- ID: Invaded #Brake Broken par Ōtarō Maijō et Yūki Kodama[6]
- Inari, Konkon, Koi Iroha par Morohe Yoshida
- Iinazuke Kyoutei par Fukudāda
- Isekai Izakaya "Nobu" par Virginia Nitōhei
- Isuca par Osamu Takahashi
- Kill La Kill par Ryō Akizuki
- Koi Suru 2DK, Ayakashi Zensai Tsuki par Roku Sakura[7]
- Magudala de Nemure par Isuna Hasekura
- Mirai Nikki Paradox, spin-off de Future Diary dans une timeline alternative. Cinq chapitres publiés, terminé en février 2010
- Mōhitsu Hallucination par DISTANCE
- Presque mariés, loin d'être amoureux. par Yūki Kanamaru (en cours)
- Multiple Personality Detective Psycho par Eiji Ōtsuka and Shou Tajima
- The Disappearance of Nagato Yuki-chan par Puyo
- Toilet ga Hanako-san par Kawano Yuusuke
- Neon Genesis Evangelion par Yoshiyuki Sadamoto
- Panty & Stocking with Garterbelt
- Sugar Apple Fairy Tale adapté de Yozora no Udon original par Miki Mikawa (en cours)
- Sugar Dark adapted par Kenji Ōiwa original d'Enji Arai
- Summer Wars par Iqura Sugimoto
- The Ideal Sponger Life par Tsunehiko Watanabe, Neko Hinotsuki et Jū Ayakura (en cours)
- The Kurosagi Corpse Delivery Service par Eiji Ōtsuka et Housui Yamazaki (en cours)
- Trump par Kenichi Suemitsu et Hamaguri (en cours)
- Watari-kun's ****** Is About to Collapse[8]
- Yakumo Hakkai
- Your Forma par Mareho Kikuishi et Yoshinori Kisaragi (en cours)